# El Chimbombo
Chimbombo es un modismo típico de Chile con el cual se denomina a la bebida alcohólica consumida generalmente en fiestas y/o celebraciónes del país.
Consiste en la mezcla de vino con jugo (natural o artificial) o solo vino de aproximadamente 4 a 6 litros de contenido por una garrafa de plástico. Cabe recalcar que es un vino joven y por ende puede dejar fácilmente en un estado etílico al consumidor. Los jugos más usados son los jugos en polvo, idealmente los más baratos.
Su origen estaría en las antiguas botillerías y depósitos ubicados en la orilla norte del río Mapocho, en Santiago, sector conocido con el nombre de La Chimba, donde se distribuía a varios locales en jarros de litraje mediano (llamados también damajuanas o chuicas), especialmente los ubicados cerca del Mercado Central o la Vega Central, que solían ser frecuentados por gente de bajos recursos.